# Halona
Halona is een stripalbum dat voor het eerst is uitgegeven in september 1993 met Philippe Berthet als schrijver, tekenaar en inkleurder*. Deze uitgave werd uitgegeven door Dupuis in de collectie vrije vlucht.
* Bij het inkleuren kreeg Philippe Berthet hulp van Michel Dubois.